# تین ترن
تیِن ترَن (به انگلیسی: Tien Tran) کمدین، بازیگر و نویسنده آمریکایی است. او برای بازی در نقش الن در مجموعه کمدی موقعیت آشنایی با پدر شناخته شده‌است.

## فیلم‌شناسی

### فیلم
| سال  | عنوان  | نقش    | یادداشت |
| ---- | ------ | ------ | ------- |
| ۲۰۲۱ | کندی‌من | جین جی |         |

### تلویزیون
| سال       | عنوان            | نقش             | یادداشت                                              |
| --------- | ---------------- | --------------- | ---------------------------------------------------- |
| ۲۰۱۷      | آسان             | لی              | قسمت: «بانو چاچا»                                    |
| ۲۰۱۷–۲۰۱۸ | قرار جذاب        | لارا            | ۴ قسمت                                               |
| ۲۰۱۹      | ویترین شرمن      | خاله ویو آسیایی | قسمت: «پشت معما»                                     |
| ۲۰۲۰      | نیروی فضایی      | شیلا کلوسترنین  | قسمت: «پرتاب»                                        |
| ۲۰۲۱      | نیروی کیو        | آلیکس           | قسمت: «باربیکیوی دب» (صدا)                           |
| ۲۰۲۱      | کار در حال انجام | رهبر کارگاه     | بازیگر و نویسنده قسمت: «النور رزولت» خط‌نویس: ۱۰ قسمت |
| ۲۰۲۱      | طرف جنوبی        | جنی             | قسمت: «برگزارکننده مهمانی شماره ۱ شیکاگو»            |
| ۲۰۲۲      | آشنایی با پدر    | الن             | نقش اصلی                                             |

## زندگی شخصی
ترن آزادانه یک لزبین است. خواهر بزرگتر او ترم-آهن در دهه ۱۹۹۰ در مجموعه تلویزیونی کودکانه سایه‌نویس حضور داشت.